# Вага (прилад для зважування)

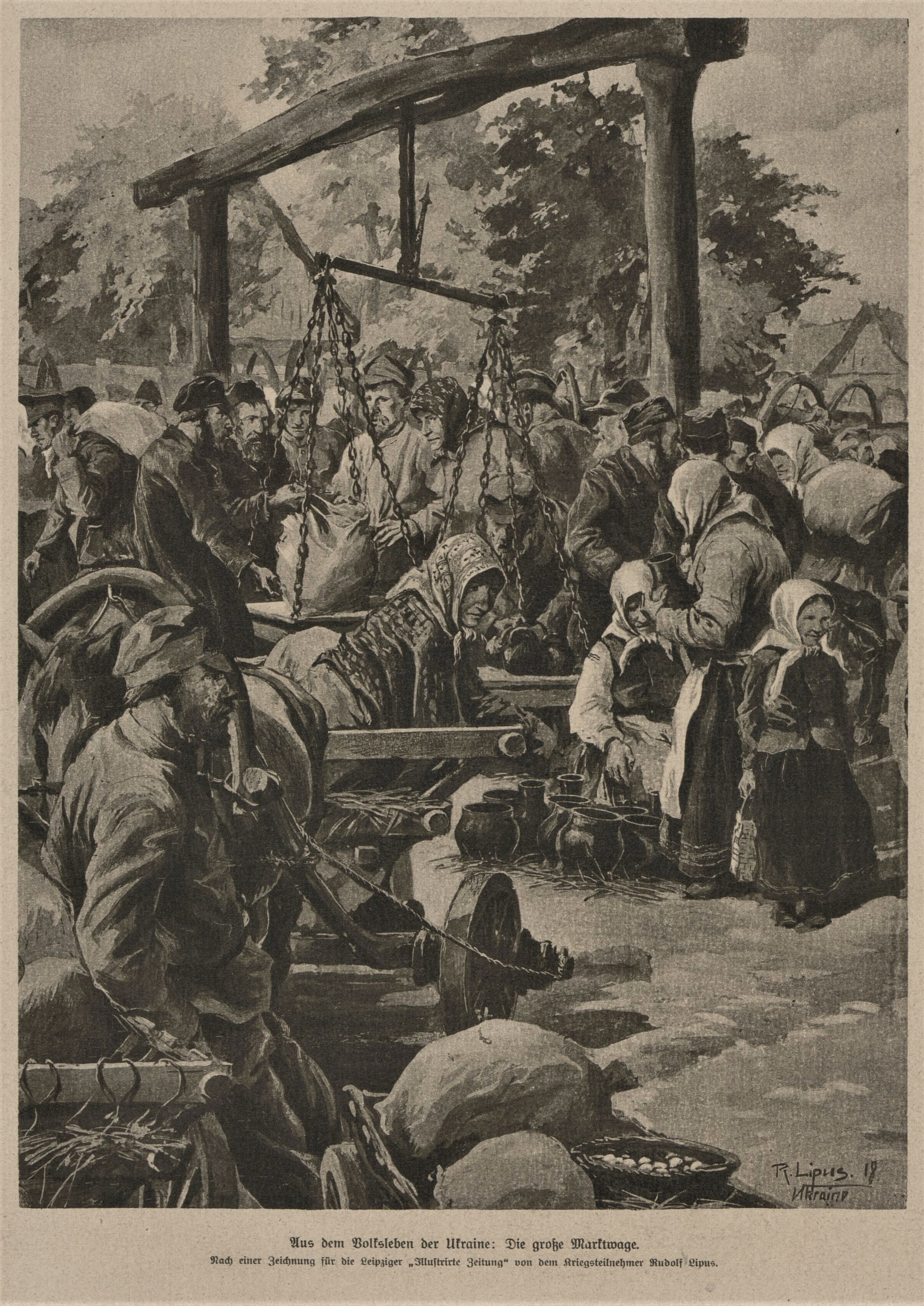
Ваги на ринку. Україна 1918 рік.

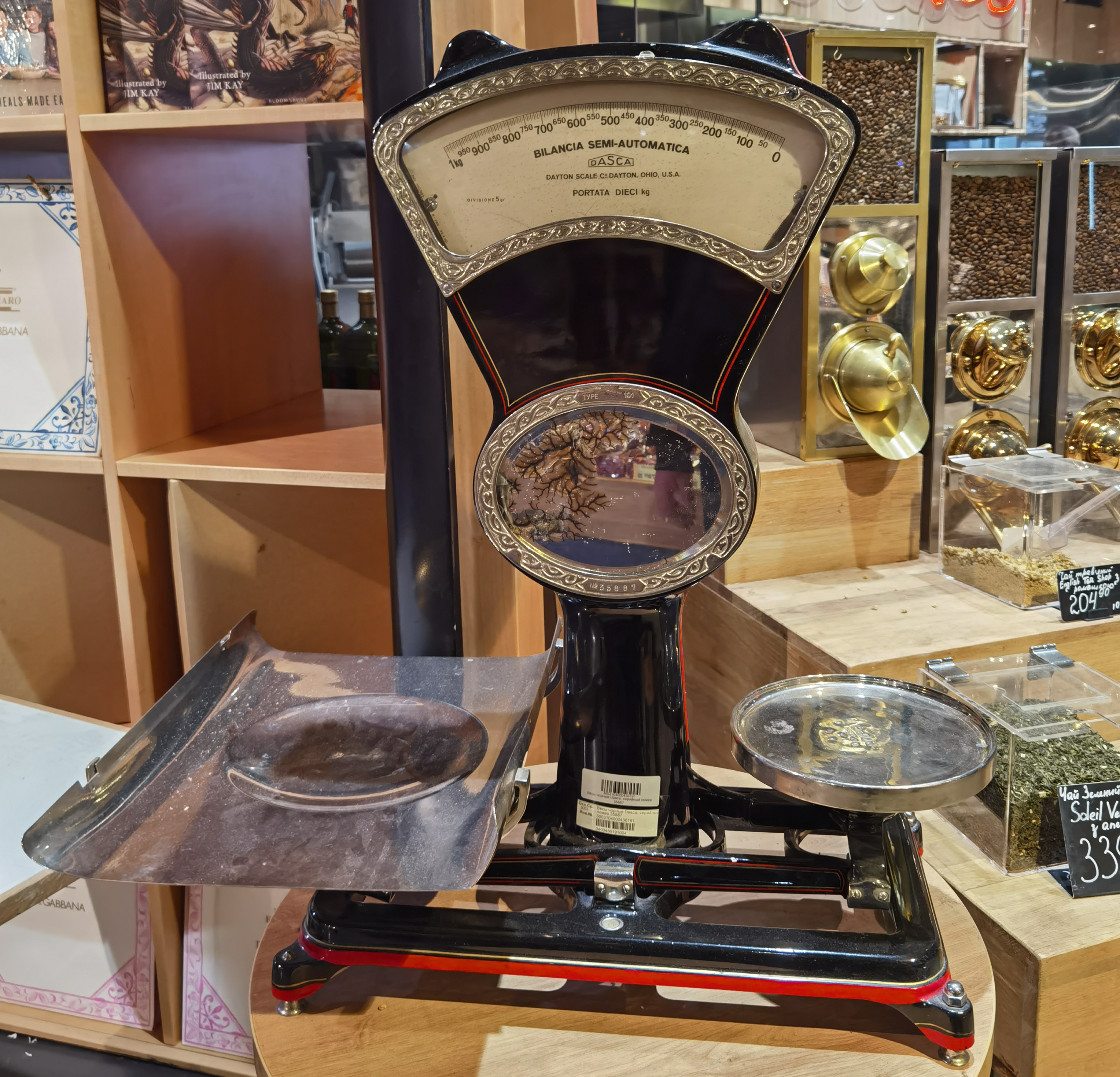
Ваги Bilancia Dayton Scale, що виготовлялися до 1940-х років

Вага́, вагівни́ця (від нім. Waage) — пристрій для визначення маси або ваги тіла з використанням ефекту притягання тіла до Землі. Різновид з коромислом називають терези́ (від перс. tärāzı через тюркське посередництво), аналогічний пристрій маленького розміру (для аптек) — терезки, пристрої для ручного зважування — ка́нтар або безмін. Найдавніші ваги знайдено у Месопотамії, вони належать до 5 тисячоліття до нашої ери.

## Види

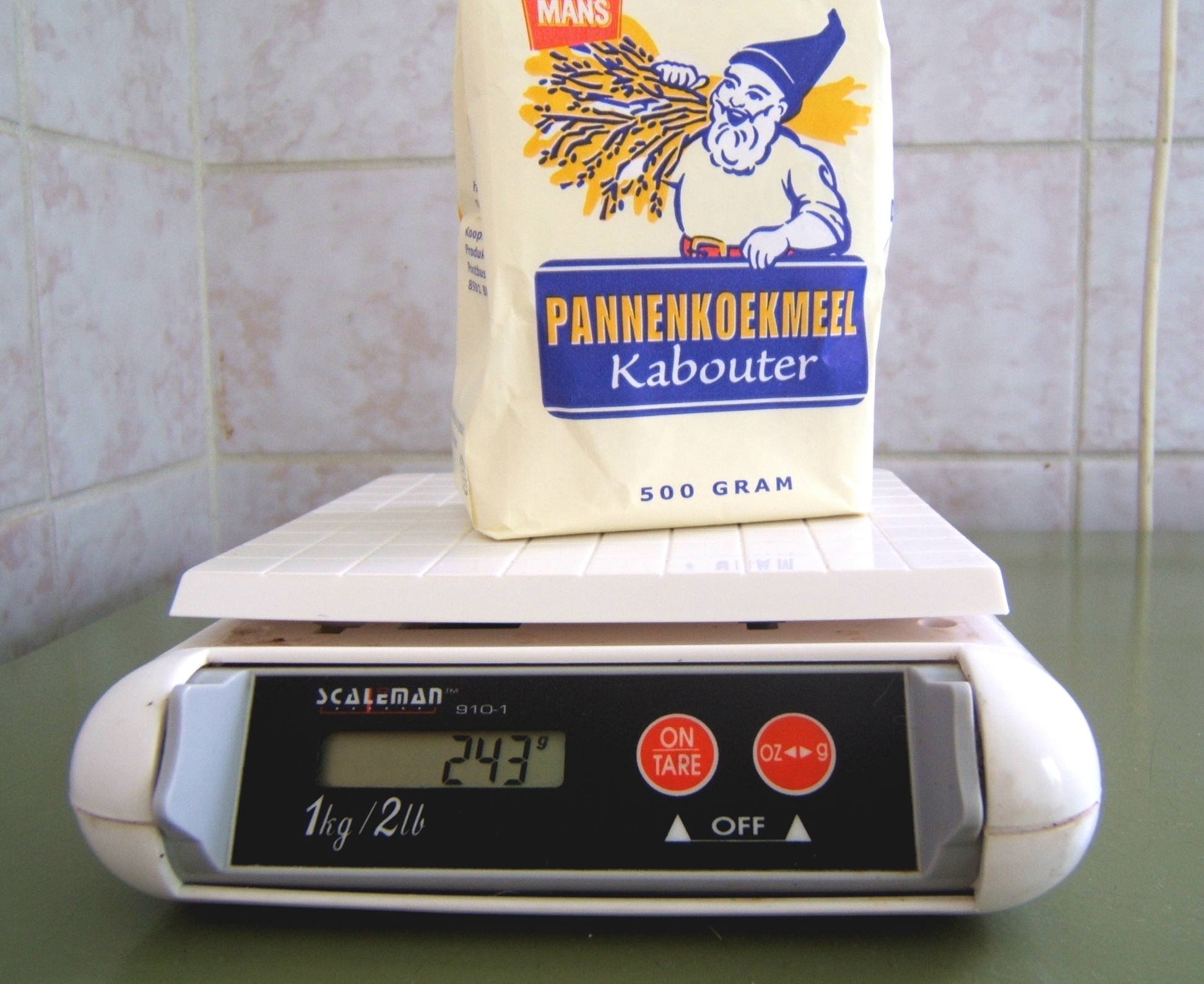
Зразок сучасної торгової ваги.

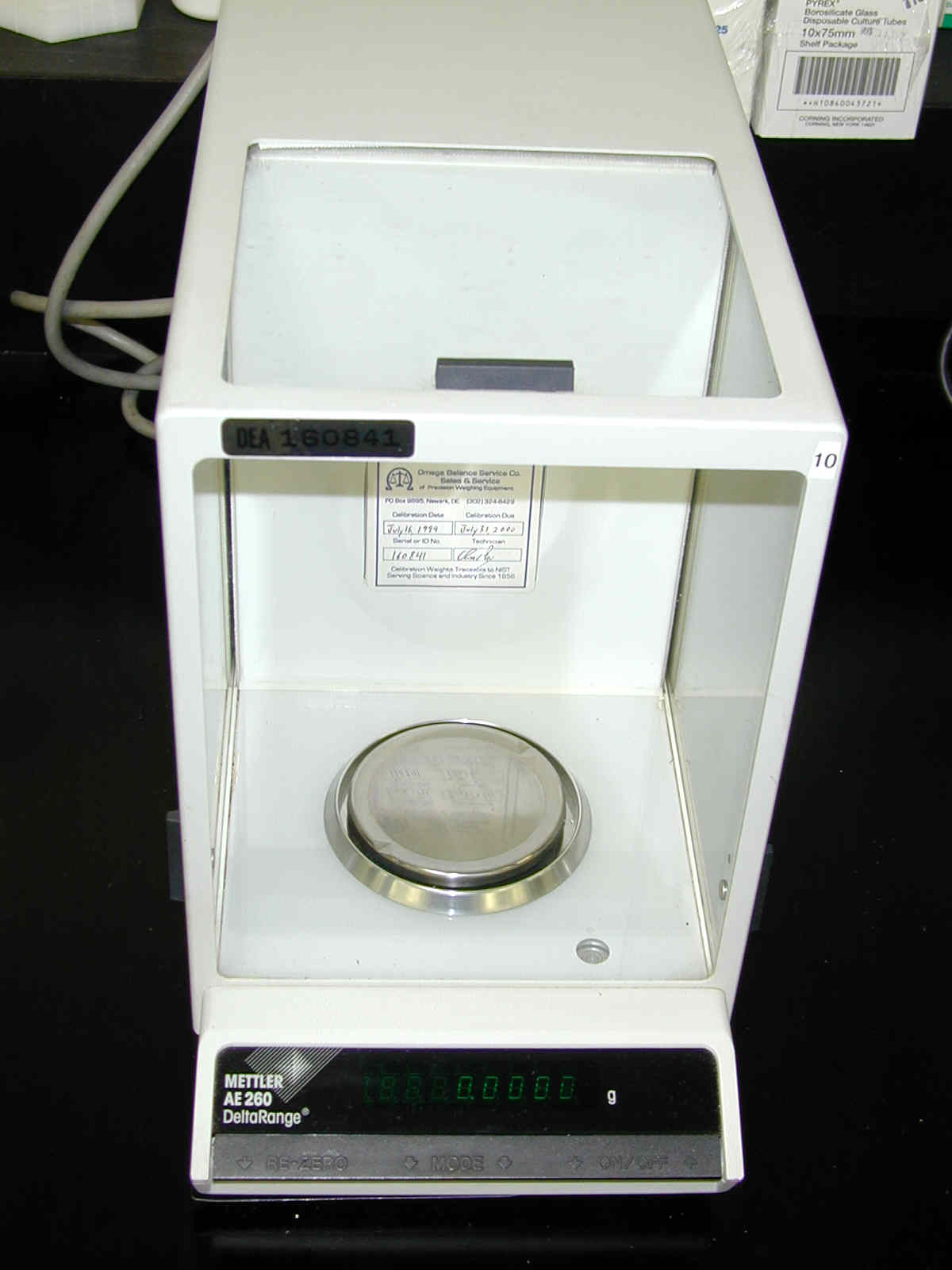
Зразок сучасних аналітичних (лабораторних) ваг.

За призначення ваги поділяються на:
- Вага вагонна — для зважування залізничних вагонів різної довжини і вантажопідйомності; найчастіше застосовуються здвоєні ваги вагонні, що складаються з двох встановлених поруч ваг, підплатформні підйомні механізми яких приєднані до одного загального коромисла.
- Вага автомобільна — для зважування вантажних автомобілів; установлюється стаціонарно, основний підйомний механізм її монтується на міцному фундаменті, розміри платформи розраховані на параметри вантажних автомобілів.
- Вага вагонеткова — для зважування вагонеток. За конструкцією й установкою має значну подібність з автомобільною вагою, відрізняється від останньої тим, що має на платформі прикріплені до неї відрізки рейок і встановлюється на рейковій колії.
- Вага конвеєрна — для зважування вантажу, що рухається по конвеєрі.
- Вагу лабораторну використовують для хіміко-аналітичних та технічних зважувань (визначення вологості, вмісту тих чи інших компонентів тощо).
- Вагу торгову — використовують для визначення маси товарів під час продажу. Як їх різновид широко використовують ваги торгові електронні — ваги, розраховані для торгівлі з продавцем, які можуть здійснювати різні функції: калькулювати вартість товару після введення ціни за кілограм, підсумовувати вартість декількох покупок і (в разі потреби) розраховувати здачу, здійснювати анулювання маси тари, підведення підсумку продажів за день. Багато моделей ваг оснащені клавішами пам'яті у кількості від 28 до 200, кожна з яких це комірка пам'яті, в яку програмується ціна товару за кілограм. Торгові ваги залежно від найбільшої межі зважування поділяються на три категорії:
- до 6 кг (ціна поділки 2 г);
- до 15 кг (ціна поділки 5 г);
- до 30 кг (ціна поділки 10 г).
- Товарну вагу встановлюють на підлозі, вона має максимальну межу зважування від 60 кг до 2 т. Таку вагу використовують на промислових підприємствах, складах, гуртових базах, у крамницях.

## Класифікація

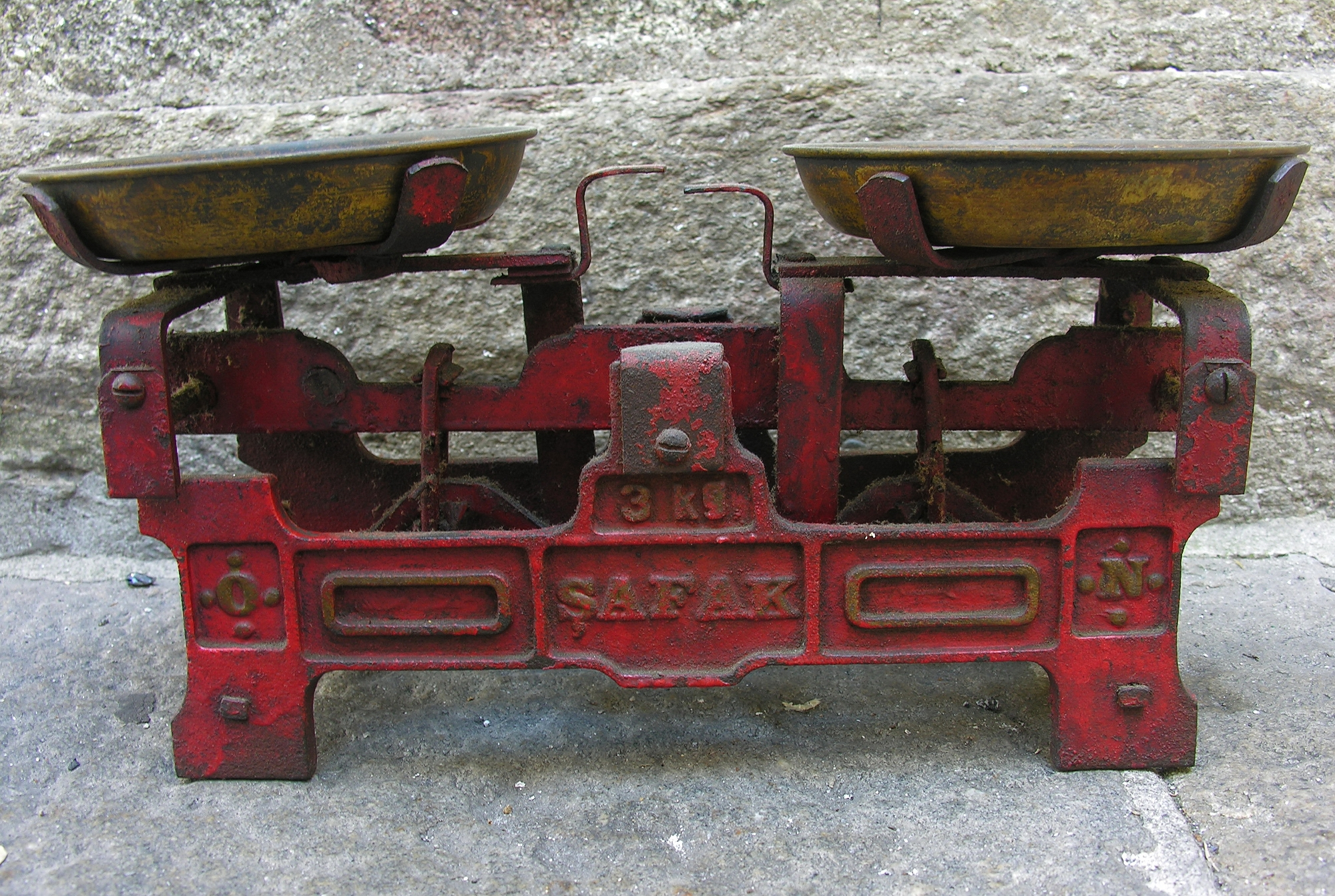
Гирні ваги для насипного або штучного товару. Історичний експонат.

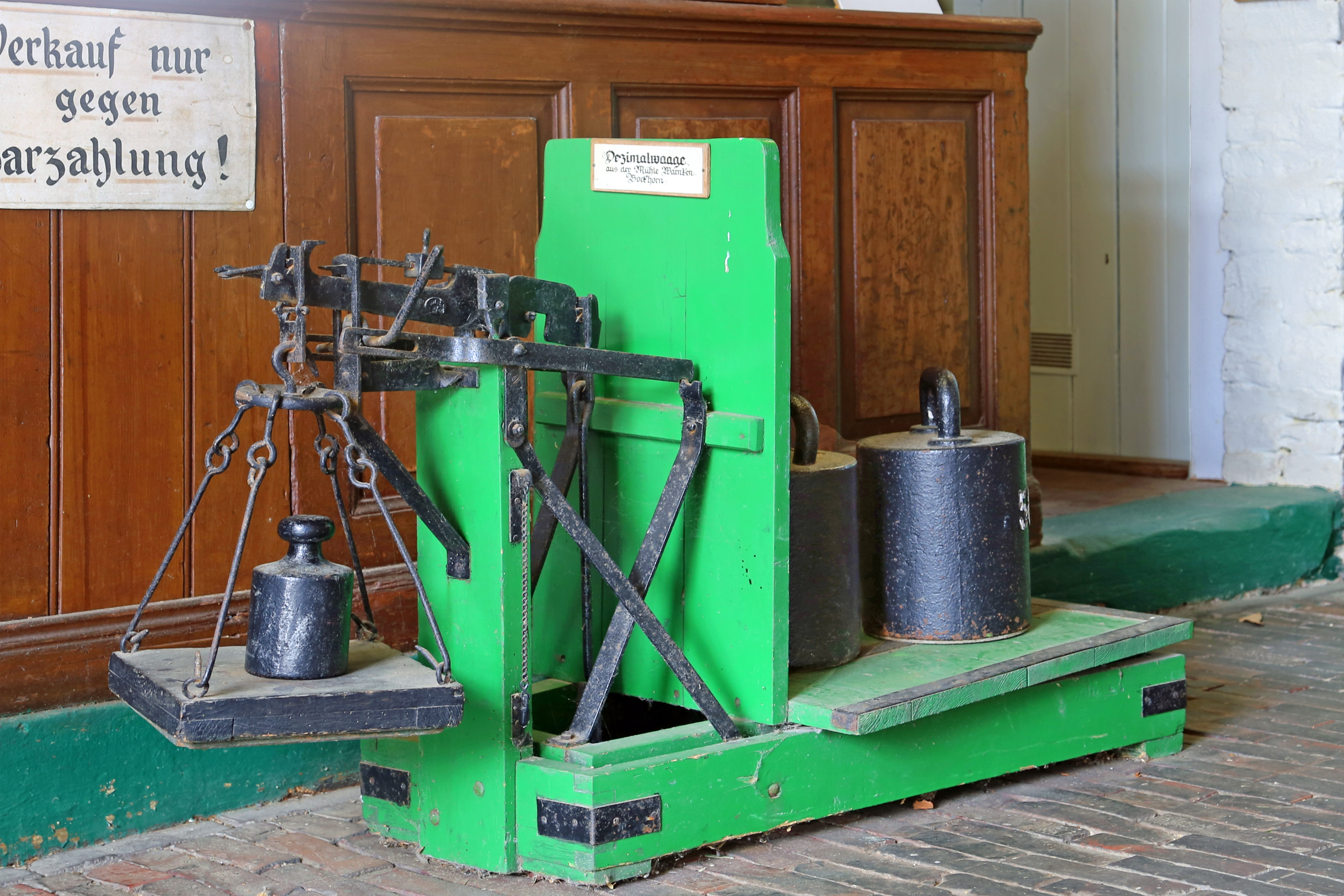
Десяткові ваги

За принципом вимірювання маси:
- Важільні — принцип дії оснований на врівноваженні сили ваги вантажу за допомогою важеля чи системи важелів
- Електронні — працюють на основі перетворення механічної дії сили ваги вантажу в пропорційний їй електричний сигнал, який виражається цифровим індексом значення вимірюваної маси
- Десяткові — споряджені різноплечими важелями, які уможливлюють врівноважувати вантаж удесятеро меншою вагою гир

За способом встановлення:
- Настільні — їх встановлюють на прилавку чи робочому столі і використовують для зважування вантажів до 20 кг
- Підвісні — використовують на робочих місцях, де інші ваги застосувати важко (межа зважування 30 кг)
- Пересувні (платформні) — встановлюються, як правило, на підлозі у місцях приймання товару і розраховані на масу вантажу до 500 кг
- Стаціонарні — встановлюють на постійному місці в спеціальному заглибленні. Платформа ваг повинна бути на рівні підлоги, що полегшує процес зважування. До стаціонарних ваг відносяться ваги підвищеної вантажопідйомності — автомобільні й вагонні

За видом відлікового механізму
- Гирні — маса товару визначається шляхом підрахунку маси гир
- Шкальні — маса товару визначається за шкалою коромисла по місцю розміщення пересувних гир, які врівноважують вантаж
- Шкально-гирні — маса товару знаходиться по значенню гир, розміщених на гиреутримувачі, і шкалі коромисла, по якій переміщується для врівноваження вантажу пересувна гиря
- Циферблатні — маса вантажу визначається за допомогою стрілки на шкалі циферблата
- Циферблатно-гирні — маса товару знаходиться за сумою маси гир на товарній площадці і показань шкали циферблата
- Цифрові електронні — значення маси знімаються з екрана, де фіксується цифрою індекс маси, ціна товару за 1 кг і вартість товару
- Терези гідростатичні — дають можливість виконувати зважування зразка порід у рідині (воді, етиловому спирті).

За способом досягнення положення рівноваги:
- з автоматичним зрівноважуванням.
- з напівавтоматичним зрівноважуванням.
- з неавтоматичним зрівноважуванням.

Залежно від виду відлікового пристрою:
- з аналоговим відліковим пристроєм
- з дискретним відліковим пристроєм

## Ваговимірювальне обладнання та вимоги до нього
Ваговимірювальне обладнання використовують для визначення маси товару (вантажу) в закладах харчування, торгівлі та ін.
Вимоги до ваговимірювальних приладів:
1. Метрологічні (технічні):
- точність зважування;
- стійкість ваг;
- чутливість;
- постійність показань зважування.

2. Торгово-експлуатаційні:
- висока швидкість зважування;
- наочність показань зважування;
- відповідність вагового приладу характеру вантажу, який зважується

3. Санітарно-гігієнічні:
- нейтральність матеріалу, з якого виготовлені ваги;
- зручність догляду за вагами.

## Символізм

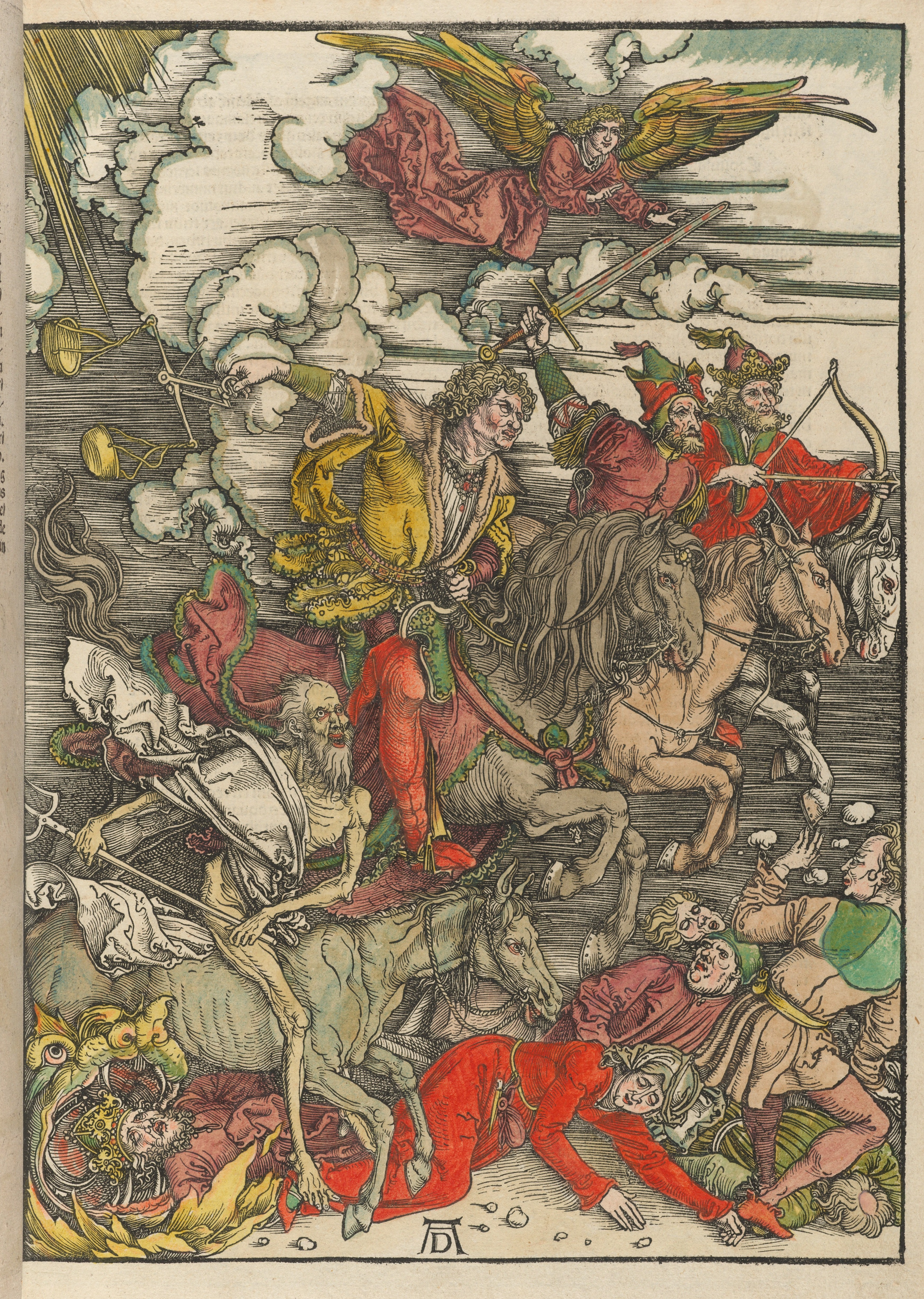
Терези («міра») в руці третього вершника Апокаліпсису. Одна з гравюр серії «Апокаліпсис» А. Дюрера

### Релігійний
Ваги використовують у деяких пантеїстичних і монотеїстичних релігіях, і можуть мати кілька значень.
Вони можуть символізують правосуддя — наприклад, у Феміди, Юстиції або Астреї. Схоже значення мають ваги у бога Кайроса — у нього вони означають, що удача приходить тим, хто її заслужив.
Інший варіант використання вагів — посмертна оцінка життя людини. Так, на суді Осиріса вага людського серця порівнюється з вагою пір'їни Маат. Схожим чином зважує душу людини після смерті Рашну у зороастрізмі, архангел Михаіл у християнстві. В ісламі, у день загального воскресіння усі вчинки людей будуть зважені, і за результатами зважування воскреслі опиняться у раю або пеклі.

### Астрологічний
Терези — один зі знаків зодіаку, відповідає періоду з 23 вересня до 23 жовтня. Позначається символом ♎.